# Theridion sanctum
Theridion sanctum är en spindelart som beskrevs av Claude Lévi 1959. Theridion sanctum ingår i släktet Theridion och familjen klotspindlar. Inga underarter finns listade i Catalogue of Life.